# Lagunas, El Barrio de la Soledad
Lagunas är en ort i Mexiko.   Den ligger i kommunen El Barrio de la Soledad och delstaten Oaxaca, i den sydöstra delen av landet, 500 km sydost om huvudstaden Mexico City. Lagunas ligger 254 meter över havet och antalet invånare är 390.
Terrängen runt Lagunas är kuperad åt sydväst, men åt nordost är den platt. Runt Lagunas är det ganska tätbefolkat, med 86 invånare per kvadratkilometer. Närmaste större samhälle är Matías Romero, 9,3 km norr om Lagunas. Omgivningarna runt Lagunas är en mosaik av jordbruksmark och naturlig växtlighet.